# Duzhe
Duzhe (en xinès: 读者; pinyin: dúzhě; en català: 'Lector(s)') és la revista amb més tirada de la República Popular de la Xina i és publicada per l'Editorial popular de Gansu. Conté articles originals, resums d'articles d'altres publicacions, extractes de llibres i col·leccions d'acudits, cites, anècdotes i altres textos breus i és molt similar a Reader's Digest.
Duzhe es fundà l'any 1981 a Lanzhou, amb el nom de Duzhe wenzhai (en xinès: 读者文摘, traducció xinesa de Reader's Digest). A causa de disputes amb els drets d'autor de la versió original americana, al juliol de l'any 1993 adoptà el seu nom actual.
La tirada mensual de Duzhe arriba als vuit milions, la qual cosa la fa ser la primera publicació d'àmbit nacional i la quarta a nivell mundial. També se'n publicen versions en Braille, en llengües de les minories ètniques de la Xina i en caràcters tradicionals i les seves publicacions filials són Duzhe Xinshang, Duzhe Yuanchangban i Duzhe Xiangtu Renwenban. Des del 2007 també hi ha disponible la versió en línia.
El nom original de la revista fou creat pel famós cal·lígraf Zhao Puchu. Quan adoptà el nom actual, mantingué aquesta mateixa creació cal·ligràfica de Zhao Puchu com a títol.
L'agost del 2010, l'oficina d'informació del govern de la república de la Xina n'autoritzà la publicació a Taiwan, la qual cosa els permeté "aspirar a ser la primera publicació de Taiwan" i és la primera publicació de la República Popular de la Xina que ha obtingut el permís per a publicar-se a Taiwan. La revista publicarà una versió en caràcters tradicionals per tal d'adaptar-se les preferències dels lectors taiwanesos.